# Gernrode (Eichsfeld)

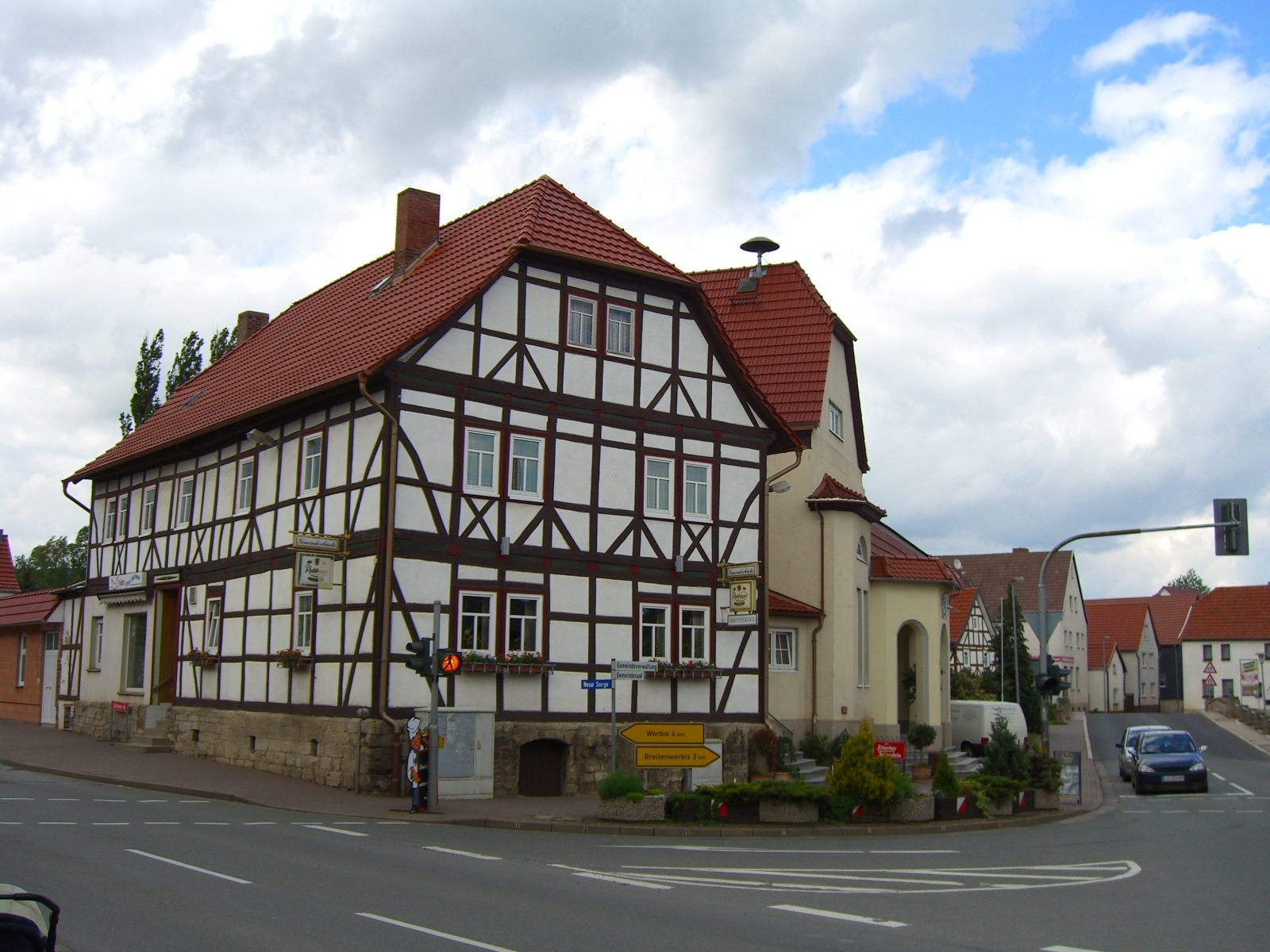
Kreuzung in Gernrode mit Gemeindeverwaltung

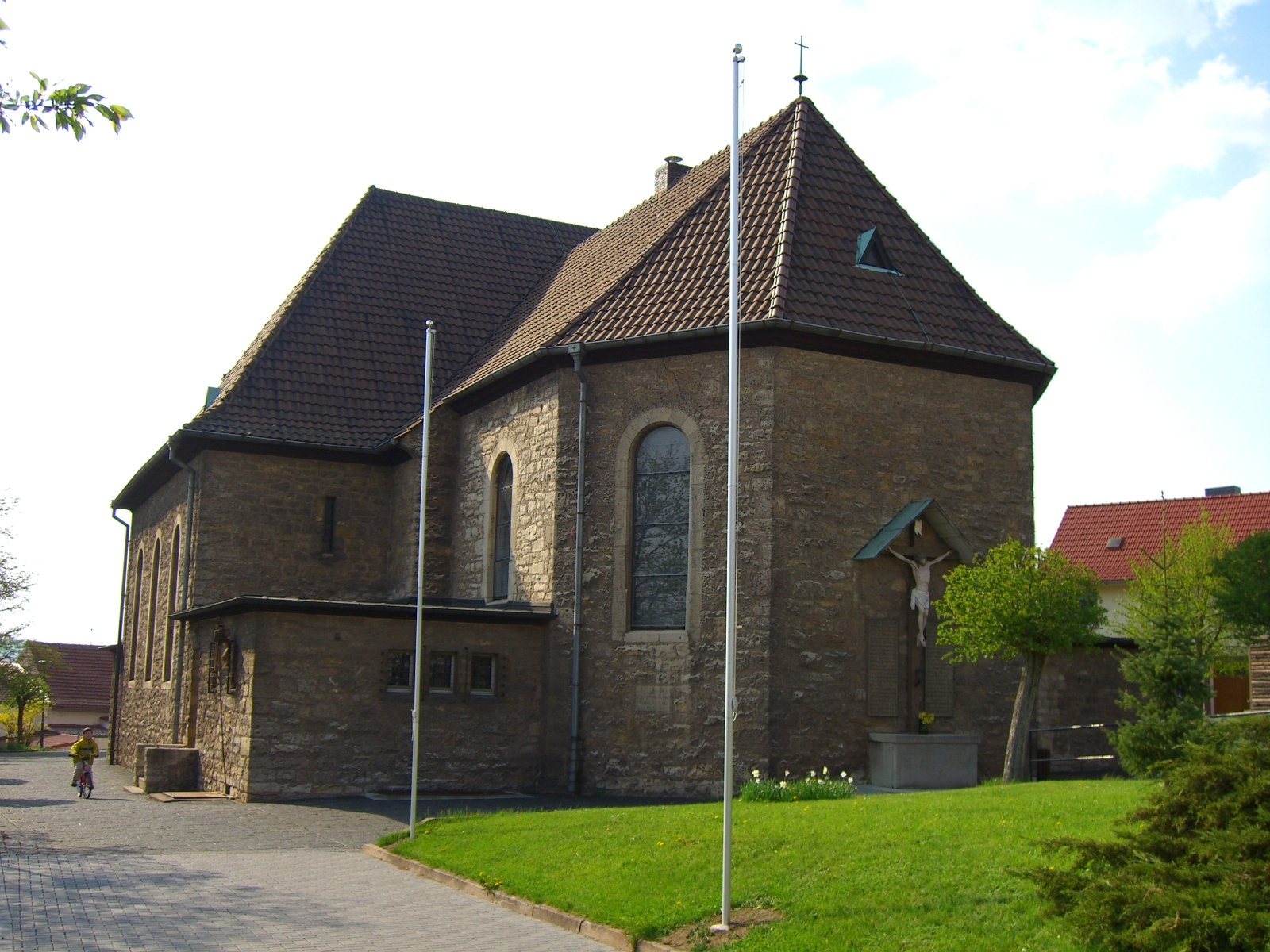
Römisch-katholische Kirche St. Stephan

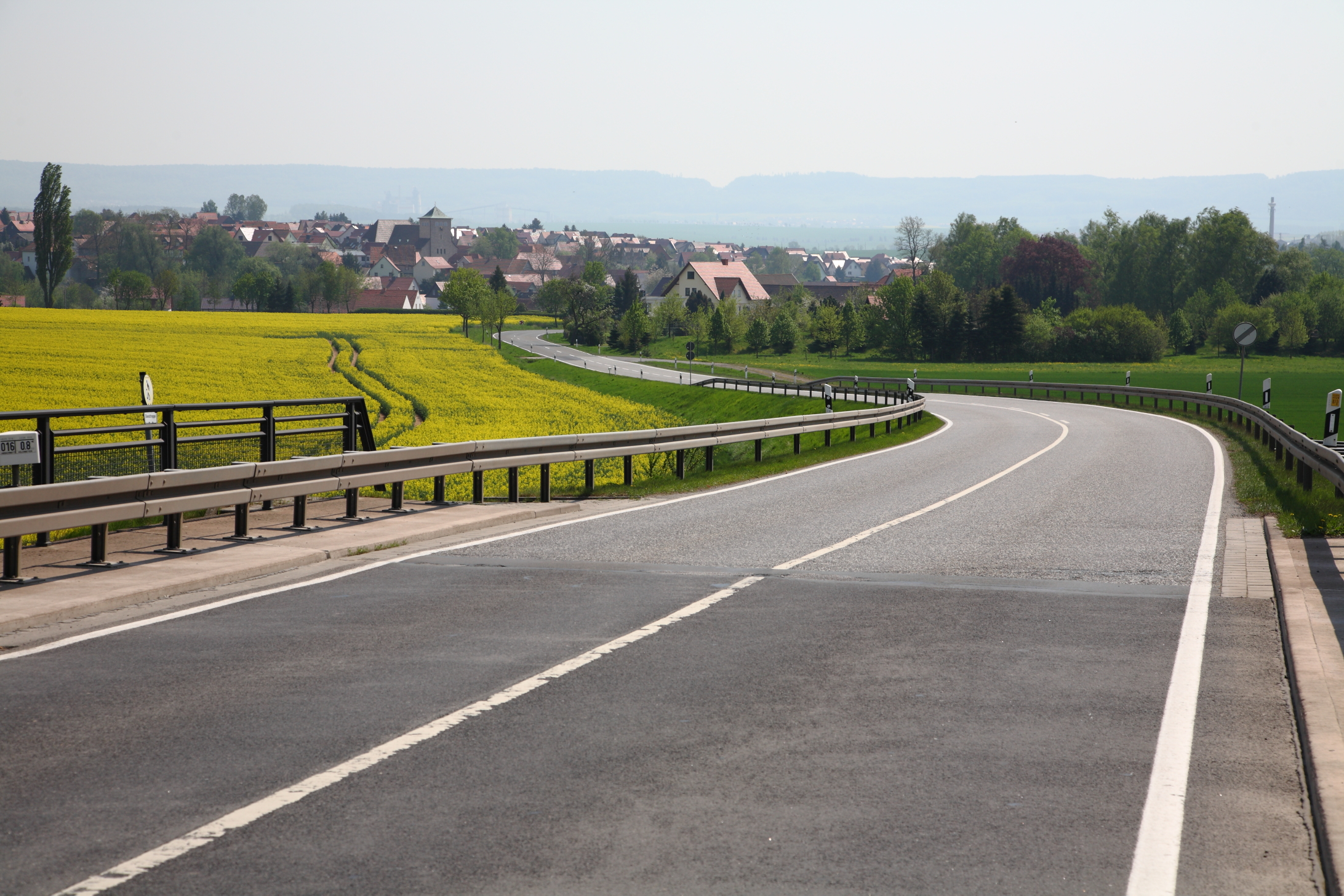
Kreisstraße K 211 Richtung Gernrode (ehemals L 1015)

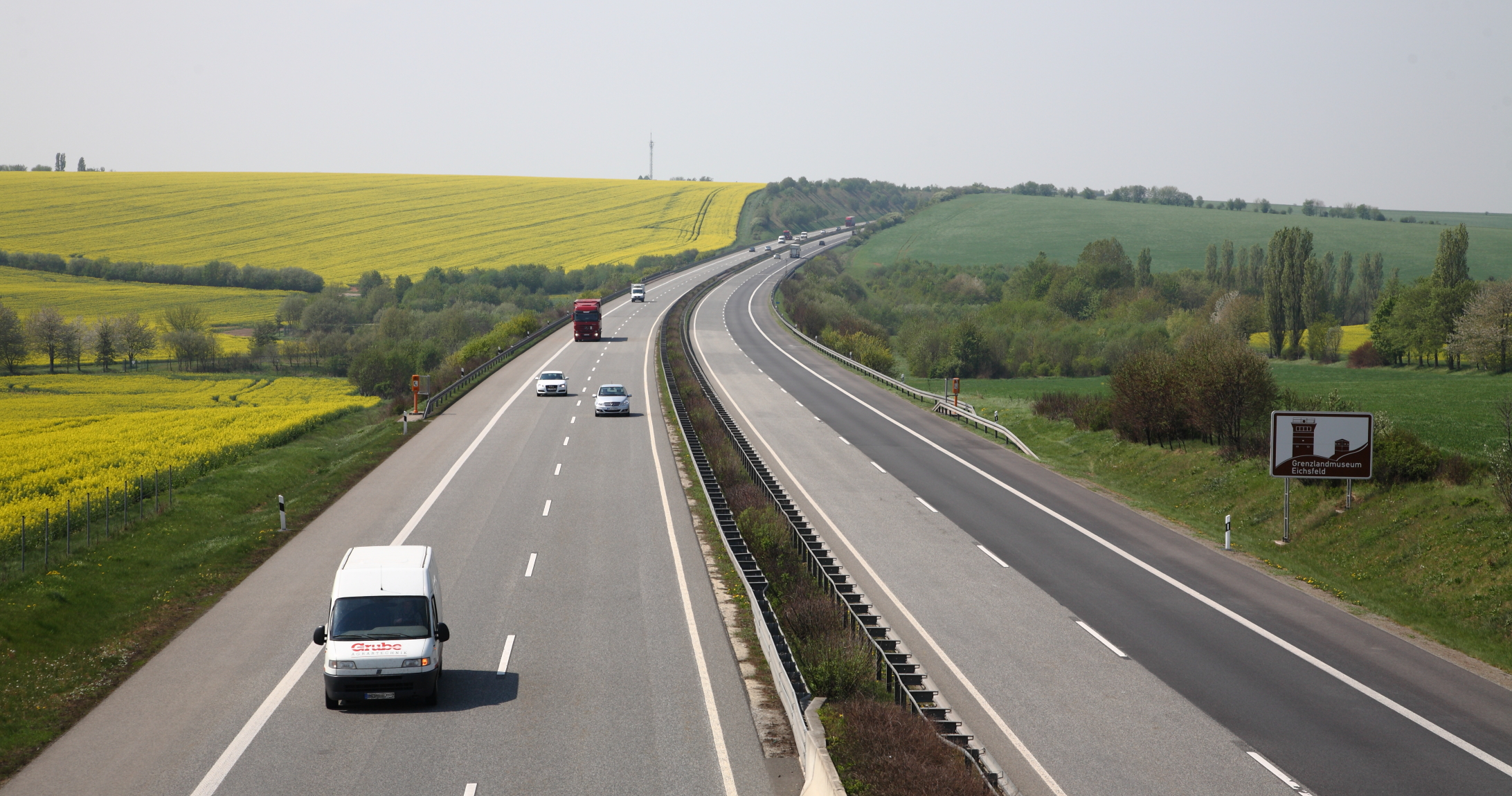
Autobahn A 38 zwischen Kirchworbis und Gernrode

Gernrode ist eine Gemeinde im thüringischen Landkreis Eichsfeld. Sie gehört zur Verwaltungsgemeinschaft Eichsfeld-Wipperaue. Die Feldflur des Ortes zählt zu den ertragreichsten des Landkreises Eichsfeld. Gernrode feierte 2015 sein 650-jähriges Bestehen.

## Geografie
Gernrode liegt im Obereichsfeld im südlichen Harzvorland. Es liegt beiderseits des Flusses Wipper eingerahmt von Dün und Ohmgebirge mitten im Eichsfelder Kessel.

## Geschichte
Der Ort dürfte in der Zeit vom 8. bis 12. Jahrhundert gegründet worden sein, worauf die Endung -rode hindeutet. Die erste urkundliche Erwähnung als Germenroth war im Jahr 1267. Verwaltet wurde das Dorf in dieser Zeit vom Amt Harburg und später vom Amt Harburg-Worbis. Durch die Verlegung der Wipper im Mittelalter wurde die Errichtung von drei Mühlen innerhalb der Ortslage möglich. Ab 1586 bildeten Germenrode und Kirchworbis vorübergehend eine gemeinsame Pfarrgemeinde. 1632 brannten die weimarischen Truppen im Dreißigjährigen Krieg den größten Teil der Häuser und die alte Kirche nieder. Nach Zerstörung der benachbarten Dörfer Nottenrode und Eppenrode siedelten deren Bewohner südwestlich der Ortslage am anderen Ufer der Wipper. Die neue katholische Sankt-Stephanus-Kirche aus dem Jahre 1654 (erweitert 1932) mit ihrem Barockaltar ist eine der größten und gilt als eine der schönsten Kirchen im Eichsfeld. Kirchenbücher werden seit 1662 geführt. Die Bevölkerungszahl betrug im Jahr 1656 durch Krieg und Pest reduziert 382. Durch Zuzug aus den umliegenden späteren Wüstungen erholte sich der Ort wieder. 1802 kam Gernrode mit dem Fürstentum Eichsfeld zu Preußen und vorübergehend während der Napoleonischen Kriege zum Königreich Westphalen. Im 18. Jahrhundert nahm der Ort durch den Flachsanbau, der später auch im Wappen der Gemeinde verewigt wurde, einen wirtschaftlichen Aufschwung. Im Jahr 1810 lebten 820 Einwohner in Gernrode. 1867 erhielt der Ort beim Bau der Eisenbahnstrecke Nordhausen–Arenshausen (Bahnstrecke Halle–Hann. Münden) einen der drei Bahnhöfe des Eichsfeldes, der jedoch später auf Grund von Verwechslungen mit Gernrode (Harz) in Niederorschel umbenannt wurde. Im Rahmen eines Festaktes am 9. Dezember 2007 wurde der Bahnhof zum Fahrplanwechsel in Gernrode-Niederorschel umbenannt. 1878 erfolgte der Neubau der Schule und später der Bau des Großen Saales. Nach dem Wegfall der Handweberei und der Tuchbleiche infolge der Industrialisierung fanden die Bewohner im Sperrholzwerk und in der mechanischen Weberei in der Nähe des Bahnhofs sowie in den Zigarrenfabriken Arbeit. Heute zählt Gernrode zu den größten Orten im Landkreis Eichsfeld. 

### Wappen
Blasonierung: „In Blau ein silberner mit einer blauen Flachspflanze belegter Schräglinksbalken, oben ein silbernes Hochkreuz, unten ein silbernes Mühlrad.“
Die stilisierte Flachspflanze soll den früher wirtschaftlich prägenden Anbau und die Weiterverarbeitung des Flachses bis hin zum Leinentuch symbolisieren. Das Passionskreuz versinnbildlicht den tief verwurzelten Glauben der Einwohner. Das Mühlrad steht für die drei Mühlen im Ort.

### Einwohnerentwicklung
Entwicklung der Einwohnerzahl (31. Dezember):
| - 1994: 1.618 - 1995: 1.610 - 1996: 1.611 - 1997: 1.628 - 1998: 1.680 - 1999: 1.697 | - 2000: 1.703 - 2001: 1.721 - 2002: 1.701 - 2003: 1.691 - 2004: 1.690 - 2005: 1.671 | - 2006: 1.692 - 2007: 1.684 - 2008: 1.678 - 2009: 1.651 - 2010: 1.638 - 2011: 1.587 | - 2012: 1.558 - 2013: 1.537 - 2014: 1.531 - 2015: 1.526 - 2016: 1.518 - 2017: 1.500 | - 2018: 1.489 - 2019: 1.470 - 2020: 1.464 - 2021: 1.476 - 2022: 1.484 |

Datenquelle: Thüringer Landesamt für Statistik

## Politik

### Gemeinderat
Der Gemeinderat von Gernrode setzt sich aus zwölf Gemeinderatsmitgliedern zusammen. Die Gemeinderatswahl am 26. Mai 2024 führte zu folgendem Ergebnis:
- CDU: 7 Sitze (Stimmenanteil 53,9 %)
- Freie Wählergemeinschaft Gernrode: 5 Sitze  (Stimmenanteil 46,1 %)

Gegenüber der Kommunalwahl 2019 hat sich an der Sitzverteilung nichts verändert.

### Bürgermeister
Seit dem 1. Juli 2022 ist Sebastian Windolph (FWG) der  ehrenamtliche Bürgermeister von Gernrode.

### Partnerschaften
- Tiftlingerode (Ortsteil von Duderstadt) in Niedersachsen
- Salmtal in Rheinland-Pfalz

## Wirtschaft und Infrastruktur

### Verkehr
Gernrode hat einen Bahnhof (Gernrode-Niederorschel) an der Bahnstrecke Halle–Hann. Münden, wo die RB 51 nach Nordhausen sowie nach Heilbad Heiligenstadt über Leinefelde im 2-Stunden-Takt verkehrt. Diese Leistung wird seit Dezember 2015 von der Abellio Rail Mitteldeutschland GmbH erbracht.
Gernrode ist über die Abfahrten 6 Leinefelde-Worbis und 7 Breitenworbis an die Südharzautobahn (A 38) angeschlossen.
Der ehemalige Rasenflugplatz ist seit der Wiedervereinigung nicht mehr in Betrieb.

### Ansässige Unternehmen
Gewerbegebiet „Nottenröder Berg“.
In Gernrode gibt es etliche mittelständische Unternehmen und auch größere Arbeitgeber, wie der Unternehmenssitz mit einem Werk der WERZALIT Deutschland GmbH.

### Bildung
Gernrode verfügt über einen katholischen Kindergarten und eine musikalische Grundschule.

## Sehenswürdigkeiten
- Römisch-katholische Kirche St. Stephan

## Persönlichkeiten

### Söhne und Töchter der Gemeinde
- Heinrich Ernemann (1850–1928), Unternehmer in der Foto- und Kinogeräteindustrie.
- Rolf Berend (* 1943), Politiker (CDU) und Ehrenbürger der Gemeinde Gernrode.
- Joachim Claus (* 1961), Kommunalpolitiker

### Weitere mit Gernrode verbundene Persönlichkeiten
- Eberhard Frey (1916–1993), Maler und Grafiker; lebte von 1945 bis 1960 in Gernrode
- Otto Schutzmeister (1920–1985), Maler und Grafiker, lebte von 1946  bis 1962 in Gernrode